# Доробанць (Ботошань)
Доробанць, Доробанці (рум. Dorobanți) — село у повіті Ботошані в Румунії. Входить до складу комуни Нікшень.
Село розташоване на відстані 385 км на північ від Бухареста, 15 км на північ від Ботошань, 107 км на північний захід від Ясс.

## Населення
За даними перепису населення 2002 року у селі проживали 1654 особи. Усі жителі села рідною мовою назвали румунську.
Національний склад населення села:
| Національність | Кількість осіб | Відсоток |
| -------------- | -------------- | -------- |
| румуни         | 1646           | 99,5%    |
| цигани         | 8              | 0,5%     |